# Pleurothallis tripterocarpa
Pleurothallis tripterocarpa är en orkidéart som beskrevs av Rudolf Schlechter. Pleurothallis tripterocarpa ingår i släktet Pleurothallis och familjen orkidéer. Inga underarter finns listade i Catalogue of Life.